# Aryeh Finkel
Aryeh Finkel (n. 28 iulie 1931, Fieni, județul Dâmbovița - d. 9 august 2016, Modi'in Illit) a fost un rabin Haredi și Rosh Yeshiva din filiala Brachfeld din Mir Yeshiva. Înainte de a-și asuma postul la noua sucursală yeshiva în 2005, a funcționat ca Mashgiach la Mir în Ierusalim timp de multe decenii.